# Jennifer Hornsby
Jennifer Hornsby (* 1951) ist eine englische Philosophin, die sich mit der Philosophie des Geistes, der Handlungstheorie, der Sprachphilosophie und der Feministischen Philosophie beschäftigt. Sie ist Professorin für Philosophie am Birkbeck-College der University of London. Bekannt wurde sie durch ihre kritische Haltung gegenüber aktuellen Ansätzen der Analytischen Philosophie sowie für ihre Anwendung von J. L. Austins Theorie der Sprechakte zur Analyse der Auswirkungen von Pornografie.

## Ausbildung und Karriere
Hornsby erlangte einen Bachelor-Abschluss an der Oxford University und einen Master in London. Sie erreichte ihre Doktorwürde an der University of Cambridge; ihr Doktorvater war Bernard Williams. Sie lehrte 17 Jahre lang an der Universität Oxford, bevor sie zum Birkbeck College, London, wechselte. Sie ist ein Gründungsmitglied des Centre for the Study of the Mind in Nature, Oslo, und war von 1996 bis 1997 Präsidentin der Aristotelian Society. Hornsby ist Mitglied der Norwegischen Akademie der Wissenschaften. Die British Academy zeichnete sie 2017 mit einer Fellowship aus. Die American Academy of Arts and Sciences ernannte sie 2018 zum Ehrenmitglied.

## Werke (Auswahl)
- Hornsby, Ford und Stoutland (Hrsg.): Essays on Anscombe’s Intention, Harvard University Press 2011, ISBN 9780674051027
- Hornsby und Longworth (Hrsg.): Reading philosophy of language: selected texts with interactive commentary, Blackwell 2005, ISBN 9781405124843
- Hornsby, Guttenplan und Janaway (Hrsg.): Reading philosophy: selected texts with a method for beginners, Blackwell 2002, ISBN 9780631234371
- Hornsby und Fricker (Hrsg.): The Cambridge companion to feminism in philosophy. Cambridge Companions to Philosophy, Cambridge University Press 2000, ISBN 9780521624695
- Hornsby: Simple mindedness: in defense of naive naturalism in the philosophy of mind, Harvard University Press 1996, ISBN 9780674005631
- Hornsby, Frazer und Lovibond: Ethics: a feminist reader, Blackwell 1992, ISBN 9780631178316
- Hornsby: Actions, Routledge 1980, ISBN 9780710004529